# Dompierre-du-Chemin
Dompierre-du-Chemin is een plaats en voormalige gemeente in het Franse departement Ille-et-Vilaine (regio Bretagne) en telt 470 inwoners (1999). De plaats maakt deel uit van het arrondissement Fougères-Vitré. Dompierre-du-Chemin is op 1 januari 2019 gefuseerd met de gemeente Luitré tot de gemeente Luitré-Dompierre. 

## Geografie
De oppervlakte van Dompierre-du-Chemin bedraagt 9,8 km², de bevolkingsdichtheid is 48,0 inwoners per km².
De onderstaande kaart toont de ligging van Dompierre-du-Chemin met de belangrijkste infrastructuur en aangrenzende gemeenten.

## Demografie
Onderstaande figuur toont het verloop van het inwonertal (bron: INSEE-tellingen).